# Spy Kids – Alle Zeit der Welt
Spy Kids – Alle Zeit der Welt, auch bekannt als Spy Kids 4D, oder Spy Kids 4 – Alle Zeit der Welt, ist ein US-amerikanischer 4D-Actionfilm unter der Regie von Robert Rodriguez und stellt den vierten Teil der Spy-Kids-Reihe dar. Dies ist der erste der vier Filme, der die „Aroma-Scope“, eine Karte, die den Zuschauern während der Kinovorstellung ein zeitgleiches Geruchsaroma bietet, verwendete. Dies ist außerdem der erste Film der Reihe, bei dem auf die Stammschauspieler Antonio Banderas und Carla Gugino und den Vertrieb von Walt Disney Studios Motion Pictures und Miramax Films verzichtet wurde.

## Handlung
Die OSS-Agentin Marissa Wilson bekommt eine Tochter. Im Gegensatz zu Vater Wilbur, einem Fernsehmoderator, sind die Stiefkinder Rebecca und Cecil nicht besonders begeistert. Marissa schenkt Rebecca zum Trost eine alte Halskette, die sich jedoch später als „Chronos-Saphir“ herausstellt, einem wichtigen Stein, der die „Armageddon-Vorrichtung“ des Super-Schurken „Timekeeper“ stoppen kann. Dieser möchte so die gesamte Zeit der Welt stehlen. Also suchen die Truppen des Schurken das Haus der Familie auf. Automatisch werden die Kinder in einen Schutzraum verfrachtet. Dort erfahren sie von der geheimen Identität ihrer Stiefmutter als Spionin. Mit Düsenjets werden die Kinder zur Spy-Kids-Zentrale gebracht, wo sie erstmals auch deren Apparaturen austesten können. Sie finden den Standort der „Armageddon-Vorrichtung“ heraus und versuchen die Apparatur zu stoppen, jedoch nimmt Schurke Tick Tock den Stein an sich. Die Spy Kids versuchen nun einen neuen Anlauf und setzen auch ihre neue Spy-Kids-Kräfte ein. Der Schurke „Timekeeper“, der sich als Danger D’Amo entpuppt, aktiviert einen Zeitstrudel, der ihn in seine Kindheit zurückzieht und somit zu seinem Vater, den er sehr vermisst hatte. Danger kommt jedoch nach kurzer Zeit als alter Mann wieder zurück und gibt den Kindern recht, da die Zeit nicht aufzuhalten ist. Er deaktiviert schließlich selbst die Vorrichtung.

## Hintergrund
Robert Rodriguez wurde durch einen Vorfall am Set von Machete inspiriert, einen vierten Film der „Spy Kids Saga“ zu drehen. Hauptdarstellerin Jessica Alba stand mit ihrem damals ein Jahr alten Kind, Honor Marie, vor der Kamera, während dessen Windeln voll waren. Während nun Alba ihrem Kind die Windeln wechselte, kam Rodriguez auf die Idee einer „Spy Mom“.
Die Produktion des Films wurde offiziell am 25. September 2009 begonnen, sechs Jahre nach der Veröffentlichung von Mission 3D. Das Drehbuch für den Film wurde im Dezember 2009 fertiggestellt. Der Titel des Films wurde am 24. März 2010 enthüllt. Die Dreharbeiten für den Film begannen im Oktober 2010. Der Teaser wurde am 26. Mai 2011 während Kung Fu Panda 2 und am 3. Juni 2011 während X-Men: Erste Entscheidung veröffentlicht.

## Synchronisation
| Rolle                    | Darsteller      | Synchronsprecher  |
| ------------------------ | --------------- | ----------------- |
| Marissa Wilson           | Jessica Alba    | Stephanie Kellner |
| Wilbur Wilson            | Joel McHale     | Norman Matt       |
| Rebecca Wilson           | Rowan Blanchard | Celina Gaschina   |
| Cecil Wilson             | Mason Cook      | Cedric Eich       |
| Danger D'Amo / Tick Tock | Jeremy Piven    | Florian Halm      |
| Carmen Cortez            | Alexa Vega      | Kaya Marie Möller |
| Argonaut                 | Ricky Gervais   | Tobias Meister    |

## Kritik
„Rasante Fortführung der "Spy Kids"-Kinderfilmreihe, die Standards des Agentenfilms durch den Kakao zieht. Mit fantasievollen Settings, die sich in 3D eindrücklich entfalten, und einem Achterbahn-artigen Action-Parcours ist der Film recht unterhaltsam, versäumt es freilich, seine Figuren so zu konturieren, dass sie zu Sympathieträgern werden.“

## Mögliche Fortsetzung
Im Februar 2012 erwähnte Dimension Films, dass die Produktion zu Spy Kids 5 später im selben Jahr beginnen solle. Die bisherige Besetzung solle weiterhin dabei sein. Ein fünfter Film unter dem Namen Spy Kids: Armageddon erschien am 22. September 2023 auf Netflix.